# 岡田好惠
岡田 好惠（おかだ よしえ、1950年 -　）は、日本の翻訳家、児童文学作家。

## 人物・来歴
静岡県熱海市生まれ。青山学院大学文学部フランス文学科卒業。
1986年「地球をかいにきたゾウ宇宙人」で第4回福島正実記念SF童話賞受賞。
工業用英語、仏語翻訳を手がけつつ、ユニ・カレッジでフランス語推理小説の翻訳を学んだ。

## 著書
- 『地球をかいにきたゾウ宇宙人』（オカダヨシエ名義、田沢梨枝子絵、岩崎書店） 1987
- 『アインシュタイン 科学の巨人』（講談社、火の鳥伝記文庫） 1998
- 『ダイアナ妃 悲劇のプリンセスの生涯』（講談社、火の鳥人物文庫） 2000
- 『ピカソ 型破りの天才画家』（真斗絵、大髙保二郎監修、講談社、青い鳥文庫） 2017
- 『アンネ・フランク 日記は語る』（講談社、火の鳥伝記文庫） 2018
- 『ルイ・ブライユ 「点字」を発明した盲目の少年』（坂本コウ絵、金子昭監修、学研プラス、やさしく読めるビジュアル伝記） 2019

## 翻訳
- 『ケンゾー』（ジネット・サンドリシャン、フジテレビ出版） 1990
- 『ポツダムの罠』（ジャック・D・ハンター、二見文庫、ザ・ミステリ・コレクション） 1993
- 『コンピュータ探偵ミネルバ』（クレア・マッケイ、さ・え・ら書房） 1994
- 『ゆかいなバーニー（英語版）』（シャーリー・アン・ルイス原案、ピーター・ボニッチ、リサ・コッパー絵、岩崎書店） 1994
- 『ぼくらの学校たてこもり作戦』（ロバート・スゥインデルズ原作、相沢るつ子画、学習研究社） 1995
- 『画家の見た世界 画家 - 幻想と夢とをカンバスに映す詩人』（ローレンス・オッテンハイマー、同朋舎出版、知識の泉） 1996
- 『版画とポスター 太古の刻印からコンピュータ・グラフィックスまで』（ベアトリス・フォンタネル, クレール・ダルクール、同朋舎出版、知識の泉） 1996
- 『レナード・バーンスタイン写真集』（ドナル・ヘナハン解説、ジェーン・フリューゲル編、藤岡啓介共訳、アルファベータ） 1996
- 『王妃の首かざり』（モーリス・ルブラン、フレーベル館、ミステリー劇場 ルパンの部屋」） 1996
- 『赤い絹の肩かけ』（モーリス・ルブラン、フレーベル館、ミステリー劇場 ルパンの部屋） 1997
- 『女料理人をさがせ』（アガサ・クリスティー、フレーベル館、ミステリー劇場 ポワロの部屋） 1997
- 『オフェリアの生還 傷ついた少女たちはいかにして救われたか?』（メアリ・パイファー、学習研究社） 1997
- 『ごみすて場の秘密 ルーシーの見た悪夢がほんとうになる!?』（ロバート・スゥインデルズ原作、学習研究社） 1997
- 『ゆかいな仮装をたのしむ本 作る・色をぬる・ぬう・工夫する・着る』（アンジェラ・ウィルクス、メディアファクトリー） 1997
- 『今日もいい天気 元気と勇気が湧く32の物語』（ジョン・M・イーズ、主婦と生活社） 1998
- 『てぶくろ』（ジャン・ブレット文・絵、岩崎書店） 1999
- 『ネコのための風水』（ロニ・ジェイ、ジャパンタイムズ） 1999
- 『わが子を「悪い先生」から守る方法』（ガイ・ストリックランド、研究社出版） 1999
- 『キリスト教』（キャロル・ワトスン、岩崎書店、よくわかる世界の宗教 国際理解に役立つ） 1999
- 『ユダヤ教』（モニカ・ストップルマン、岩崎書店、よくわかる世界の宗教 国際理解に役立つ） 1999
- 『セリーヌ・ディオン 愛のストーリー』（ジャン・ボーノワイエ、吟遊社） 1999
- 『たいせつなかんけい おじいさん、おばあさんと仲良くする9つの方法』（ルース・K・ウェストハイマー、長新太絵、講談社） 1999
- 『ブラヴォー』（ヘレナ・マテオプーロス、アルファベータ、叢書・20世紀の芸術と文学） 2000
- 『紫式部物語 その恋と生涯』（ライザ・ダルビー、光文社） 2000、のち文庫
- 『ちゅーちゅーおそうじがいしゃ』（ビビアン・フレンチ作、アンナ・カーリー絵、評論社） 2000
- 『ジャングル・ブック』（ラドヤード・キップリング、講談社、青い鳥文庫） 2001
  - 『新訳 ジャングル・ブック』（千野えなが絵、講談社、青い鳥文庫） 2016
- 『ポンペイ最後の日』（エドワード・ブルワー＝リットン、講談社、青い鳥文庫） 2001
- 『偉大なるテノールたち カルーソーから現代まで』（ヘレナ・マテオプーロス、アルファベータ） 2002
- 『犬の事典』（セルジュ＆ドミニク・シモン、今泉忠明監修、学習研究社） 2002
- 『猫の事典』（ステファーヌ・フラッティーニ、今泉忠明監修、学習研究社） 2002
- 『ぼくパパになるんだよ』（ジュヌビエーブ・ノエル文、エルベ・ル・ゴフ絵、講談社、世界の絵本） 2002
- 『カモノハシのプラティうれしいいちにち』（クリス・リデル、講談社の翻訳絵本） 2003
- 『カモノハシのプラティたからさがしにいく』（クリス・リデル、講談社の翻訳絵本） 2003
- 『ジャック・マイヨール、イルカと海へ還る』（ピエール・マイヨール, パトリック・ムートン、講談社） 2003
- 『皇帝ペンギン』（リュック・ジャケ, ボンヌ・ピオッシュ, アシェット・リーブル、ソフトバンクパブリッシング） 2005
- 『アトラス世界地図絵本 家族みんなで楽しめる!』（アリソン・クーパー, アン・マクレー、ダニエラ・デ・ルカ, 中沢正人絵、学習研究社） 2005
- 『アトラス動物世界地図絵本 世界の動物と友だちになれる!』（アン・マクレー、ダニエラ・デ・ルカ絵、今泉忠明監修、学習研究社） 2006
- 『ディセンバー・ボーイズ』（マイケル・ヌーナン、日本文芸社） 2007
- 『エヴァーロスト』（ニール・シャスターマン、ソフトバンク文庫） 2008
- 『仮想インタビュー 物質が語る自画像 クォークからブラックホールまで』（リチャード・ハモンド、講談社、ブルーバックス） 2008
- 『コウノトリはどこへいく』（アンドレア・ペトルリック・フセイノヴィッチ、講談社の翻訳絵本） 2009
- 『せかいでいちばんすてきなないしょ』（クリフ・ライト、学習研究社） 2009
- 『アンジェリク 完全版 3』（アン・ゴロン、復刊ドットコム） 2012
- 『図書館ねこデューイ 町をしあわせにした、はたらくねこの物語 ジュニア版』（ヴィッキー・マイロン、アスキー・メディアワークス 角川つばさ文庫） 2012
- 『ボビーの町はデンジャラス!』（ジョー・シモンズ、学研教育出版、ピップ通りは大さわぎ! 1） 2013
- 『ボビーのおやつはデリーシャス!』（ジョー・シモンズ、学研教育出版、ピップ通りは大さわぎ! 2） 2014
- 『アナと雪の女王 エルサの氷のおはなし アナの愛のおはなし』（リサ・マルソリ文、ジョーイ・チョウ絵、講談社） 2014
- 『ありのままでだいじょうぶ アナと雪の女王』（バーバラ・J・ヒックス文、ブリトニー・リー絵、講談社） 2014
- 『小公女セーラ 気高さをうしなわない小さなプリンセス』（フランシス・ホジソン・バーネット、編訳、学研教育出版 10歳までに読みたい世界名作） 2014
- 『世界一幸せなゴリラ、イバン』（キャサリン・アップルゲイト、講談社文学の扉） 2014
- 『灯台の光はなぜ遠くまで届くのか 時代を変えたフレネルレンズの軌跡』（テレサ・レヴィット、講談社、ブルーバックス） 2015
- 『ベイマックス : Disney : バイリンガルbox』（ローラ・ヒッチコック英語本文、ヴィクトリア・イン, マイク・ヤマダ絵、講談社） 2015
- 『岩くつ王 無実の罪でろう屋へ - 14年後、冒険と復しゅうが始まる』（アレクサンドル・デュマ、オズノユミ絵、学研プラス、10歳までに読みたい世界名作） 2015
- 『ビンボンのたのしい一日 : DiSNEY・PIXARインサイド・ヘッド』（ローラ・ウエダ文、スコット・ティリー絵、講談社） 2015
- 『三銃士 正義のため、最強の三銃士といっしょに、戦う!』 (アレクサンドル・デュマ、編訳、山田一喜絵、学研プラス、10歳までに読みたい世界名作） 2016
- 『アリス・イン・ワンダーランド～時間の旅 ～ ゲームブック時間の問題』（ジェームズ・ボビン、講談社KK文庫） 2016
- 『ウォルト・ディズニー伝記 ミッキーマウス、ディズニーランドを創った男』（ビル・スコロン、講談社、青い鳥文庫） 2017
- 『まわして学べる算数図鑑九九』（朝倉仁監修、学研プラス） 2017
- 『重力波で見える宇宙のはじまり 「時空のゆがみ」から宇宙進化を探る』（ピエール・ビネトリュイ、安東正樹監訳、講談社、ブルーバックス） 2017
- 『世界幻妖草子』（ミュリエル・チュルヒャー、橋賢亀絵、評論社） 2018
- 『エルシーと魔法の一週間』（ケイ・ウマンスキー、評論社） 2020

### 「名画の秘密をさぐる」シリーズ
- 『ゴーギャン 南の国にひかれた画家』（ミシェル・ピエール、P・モワン絵、岩崎書店、名画の秘密をさぐる） 1993
- 『シャガール ぼくの大すきなロシアの町』（ジャクリーヌ・ルメイ、V・ボワリイ絵、岩崎書店、名画の秘密をさぐる） 1993
- 『ペーター・ブリューゲル さかさまの世界を描いた画家』（ピエール・ステルクス、C・ルシャ絵、岩崎書店、名画の秘密をさぐる） 1993
- 『クレー 線の音楽』（クレール・エレーヌ・ブランケ、岩崎書店、名画の秘密をさぐる） 1997
- 『ルノワール 永遠の夏を生きた画家』（ジャクリーヌ・ルメイ、F・ティリ絵、岩崎書店、名画の秘密をさぐる） 1997

### 「アルバートおじさん」シリーズ
- 『アルバートおじさんと恐怖のブラックホール』（ラッセル・スタナード、くもん出版） 1996
- 『アルバートおじさんの時間と空間の旅』（ラッセル・スタナード、くもん出版） 1996
- 『アルバートおじさんのミクロの国の冒険』（ラッセル・スタナード、くもん出版） 1996

### 「子どもの創造力を伸ばす絵本」
- - 『ディブダブドブのうきうきこうさく』（メディアファクトリー、子どもの創造力を伸ばす絵本） 1997
  - 『ディブダブドブのすくすくかだん』（メディアファクトリー、子どもの創造力を伸ばす絵本） 1997
  - 『ディブダブドブのぺたぺたあそび』（メディアファクトリー、子どもの創造力を伸ばす絵本） 1997
  - 『ディブダブドブのわくわくすたんぷ』（メディアファクトリー、子どもの創造力を伸ばす絵本） 1997

### 評論社の児童図書館・絵本の部屋
- 『ちびうさぎくん たんじょうびパーティにいく』（ジョン・ウォーラス、評論社、児童図書館・絵本の部屋） 1999
- 『ふかい森のふたりはなかよし』（セルゲイ・コズロフ文、S・バーレイ絵、評論社、児童図書館・絵本の部屋） 1999
- 『かたつむりハウス』（アラン・アールバーグ文、ジリアン・タイラー絵、評論社、児童図書館・絵本の部屋） 2000
- 『ちびっこ魔女の大パーティ』（ジョージー・アダムズ文、エミリー・ボラム絵、評論社、児童図書館・文学の部屋） 2001
- 『わたしのおとうと、へん…かなあ』（マリ＝エレーヌ・ドルバル作、スーザン・バーレイ絵、評論社、児童図書館・文学の部屋） 2001
- 『だれをのせるの、ユニコーン?』（エイドリアン・ミッチェル文、スティーブン・ランバート絵、評論社、児童図書館・絵本の部屋） 2002
- 『イゴールの金のすず』（ミレイユ・ダランセ、評論社、児童図書館・絵本の部屋） 2003
- 『トゥー・ブラザーズ きっと逢えると信じて』（ジャン＝ジャック・アノー原作、カリーヌ・ルー・マティニョン、評論社の児童図書館・文学の部屋） 2004
- 『にげろや、にげろ』（ヘレン・アームストロング、評論社、児童図書館・文学の部屋） 2005

### 「しかけ絵本の本棚」
- 『エジプトのピラミッド』（フローレンス・マルエホル文、フィリップ・ビアール絵、評論社、しかけ絵本の本棚） 2001
- 『恐竜たちの世界』（ジャン－バプティスト・ド・パナフュー文、ピエール－マリー・バラ絵、評論社、しかけ絵本の本棚） 2001
- 『ヨーロッパの城』（アラン・ルイ文、モーリス・ポミエ絵、評論社、しかけ絵本の本棚） 2001
- 『はるかなる宇宙』（ジャン－ピエール・ヴァルデ文、クリスチャン・ブルタン絵、評論社、しかけ絵本の本棚） 2001

### エミリー・ロッダ
- 「デルトラ・クエスト」全8巻（エミリー・ロッダ、岩崎書店） 2002 - 2003、のちフォア文庫

1. 『沈黙の森』
2. 『嘆きの湖』
3. 『ネズミの街』
4. 『うごめく砂』
5. 『恐怖の山』
6. 『魔物の洞窟』
7. 『いましめの谷』
8. 『帰還』

- 「ティーン・パワーをよろしく」全12巻（エミリー・ロッダ、講談社） 2003 - 2009

1. 『誕生! ティーン・パワー株式会社』
2. 『つかみやジャックと天才手品師』
3. 『消えたアイドル』
4. 『猫の王国』
5. 『甘い話にご用心!』
6. 『テルティス城の怪事件』
7. 『ホラー作家の悪霊屋敷』
8. 『危険なリゾート』
9. 『犬のお世話は大変だ』
10. 『謎の脅迫状』
11. 『百万長者を探せ!』
12. 『名画の秘密』

- 「フェアリー・レルム」全10巻（エミリー・ロッダ、童心社） 2005 - 2007

1. 『金のブレスレット』
2. 『花の妖精』
3. 『三つの願い』
4. 『妖精のりんご』
5. 『魔法のかぎ』
6. 『夢の森のユニコーン』
7. 『星のマント』
8. 『水の妖精』
9. 『空色の花』
10. 『虹の杖』

- 『秘密のメリーゴーランド』（エミリー・ロッダ、PHP研究所） 2006
- 「勇者ライと3つの扉」全3巻（エミリー・ロッダ、KADOKAWA） 2014 - 2015

1. 『金の扉』
2. 『銀の扉』
3. 『木の扉』

- 『スター・オブ・デルトラ 1』（エミリー・ロッダ、KADOKAWA） 2016

### 「アンジェリーナ」シリーズ
- 『アンジェリーナはバレリーナ』（キャサリン・ホラバード文、ヘレン・クレイグ絵、講談社の翻訳絵本、クラシックセレクション） 2003
- 『アンジェリーナのクリスマス』（キャサリン・ホラバード文、ヘレン・クレイグ絵、講談社の翻訳絵本、クラシックセレクション） 2004
- 『アンジェリーナはじめてのステージ』（キャサリン・ホラバード文、ヘレン・クレイグ絵、講談社の翻訳絵本、クラシックセレクション） 2004
- 『アンジェリーナスターになる』（キャサリン・ホラバード文、ヘレン・クレイグ絵、講談社の翻訳絵本、クラシックセレクション） 2005
- 『アンジェリーナおねえさんになる』（キャサリン・ホラバード文、ヘレン・クレイグ絵、講談社の翻訳絵本、クラシックセレクション） 2006
- 『アンジェリーナのハロウィーン』（キャサリン・ホラバード文、ヘレン・クレイグ絵、講談社の翻訳絵本、クラシックセレクション） 2007
- 『アンジェリーナのクリスマス』（キャサリン・ホラバード文、ヘレン・クレイグ絵、講談社の翻訳絵本、クラシックセレクション） 2008
- 『アンジェリーナはじめてのステージ』（キャサリン・ホラバード文、ヘレン・クレイグ絵、講談社の翻訳絵本、クラシックセレクション） 2008
- 『アンジェリーナはスケーター』（キャサリン・ホラバード文、ヘレン・クレイグ絵、講談社の翻訳絵本、クラシックセレクション） 2008
- 『アンジェリーナのバースデイ』（キャサリン・ホラバード文、ヘレン・クレイグ絵、講談社の翻訳絵本、クラシックセレクション） 2009
- 『アンジェリーナのはるまつり』（キャサリン・ホラバード文、ヘレン・クレイグ絵、講談社の翻訳絵本、クラシックセレクション） 2010

### 「リリー・クエンチ冒険ファンタジー」シリーズ
- 「リリー・クエンチ冒険ファンタジーシリーズ」全7巻（ナタリー・ジェーン・プライアー、学習研究社） 2008 - 2009

1. 『リリーとクイーン・ドラゴン』
2. 『リリーと恐怖の谷』
3. 『リリーと不思議な穴』
4. 『リリーと秘宝の島』
5. 『リリーと魔法使い』
6. 『リリーと謎の盗賊』
7. 『リリーとアシュビーを守れ』

### エメラルド・エバーハート
- 「魔法の国の小さなバレリーナ」全5巻（エメラルド・エバーハート、学研教育出版） 2009 - 2010

1. 『バレエ学校は大さわぎ！』
2. 『伝説のプリマとクリスの秘密』
3. 『ローラ=ベラと春の祭り』
4. 『オーディション大作戦!』
5. 『ウルスラと消えたプリンセス』

- 「魔法の国のかわいいバレリーナ」全5巻（エメラルド・エバーハート、学研教育出版） 2010 - 2011

1. 『ジェシカと秘密のスパイ』
2. 『クリスとアイスミステリー』
3. 『ローラ＝ベラとルビー泥棒』
4. 『わがままアイドルがやってきた!』
5. 『プリンセスと消えた友情』

### 「アイスプリンセス」シリーズ
- 「アイスプリンセス」全3巻（リンダ・チャップマン、アスキー・メディアワークス、角川つばさ文庫） 2011

1. 『雪色キラっ☆スケート魔法学園へ!?』
2. 『星空キラっ☆宝さがしのスケート合宿!!』
3. 『涙キラっ☆さよならのアイスダンス』

### 「ウィッチ」シリーズ
- 「ウィッチ」全3巻（エリザベス・レンハード、講談社、ドリーム&マジック文庫） 2008 - 2009

1. 『W．I．T．C．H．1　選ばれた少女たち』
2. 『W．I．T．C．H．2　消えた友だち 』
3. 『W．I．T．C．H．3　悪の都メリディアン』

### 「ディズニー・ウィッチ」シリーズ
- 「ディズニー・ウィッチシリーズ」全6巻（エリザベス・レンハード、講談社） 2011 - 2012

1. 『選ばれた少女たち』
2. 『消えた友だち』
3. 『悪の都メリディアン』
4. 『再びメリディアンへ』
5. 『危険な時空旅行』
6. 『奇跡を起こす少女』

### 「ちいさなプリンセスソフィア」シリーズ
- 『ちいさなプリンセスソフィア すてきなティーパーティー』（アンドレア・P・サンチェス文、ダッグ・コーネイ原作、グレース・リー絵、講談社） 2014
- 『ちいさなプリンセスソフィア クローバーをさがして』（アンドレア・P・サンチェス文、ダッグ・コーネイ, クレイグ・ガーバー原作、ディズニーストーリーブックアートチーム絵、講談社） 2015
- 『ちいさなプリンセスソフィア ふたりのソフィア ディズニー』（アンドレア・P・サンチェス文、エリカ・ロスチャイルド原作、グレース・リー絵、講談社） 2015
- 『ちいさなプリンセスソフィアふたごのおたんじょうび』（アンドレア・P・サンチェス文、ローリー・イスラエル, レイチェル・ルダーマン, クレイグ・ガーバー原作、イーボッシュスタジオ絵、講談社） 2016

### 「フェラルズ」シリーズ
1. 『カラスまつろう少年』（ジェイコブ・グレイ、講談社） 2016
2. 『黒き群れの襲来』（ジェイコブ・グレイ、講談社） 2016
3. 『白き傀儡の逆襲』（ジェイコブ・グレイ、講談社） 2016

### 「みんなが知らない」シリーズ
- 『みんなが知らない美女と野獣 なぜ王子は呪いをかけられたのか』 (セレナ・ヴァレンティーノ、講談社KK文庫） 2017
- 『みんなが知らない塔の上のラプンツェル :ゴーテル ママはいちばんの味方』（セレナ・ヴァレンティーノ、講談社KK文庫） 2018
- 『みんなが知らない白雪姫 なぜ女王は魔女になったのか』（セレナ・ヴァレンティーノ、講談社KK文庫） 2018
- 『みんなが知らないリトル・マーメイド 嫌われ者の海の魔女アースラ』（セレナ・ヴァレンティーノ、講談社KK文庫） 2018
- 『みんなが知らない眠れる森の美女 カラスの子どもマレフィセント』（セレナ・ヴァレンティーノ、講談社KK文庫） 2018
- 『みんなが知らない奇妙な三姉妹の話 本当の結末』（セレナ・ヴァレンティーノ、講談社KK文庫） 2019